# Thelotrema lirellizans
Thelotrema lirellizans är en lavart som beskrevs av Zahlbr. 1944. Thelotrema lirellizans ingår i släktet Thelotrema och familjen Thelotremataceae.   Inga underarter finns listade i Catalogue of Life.